# نيكي روميرو

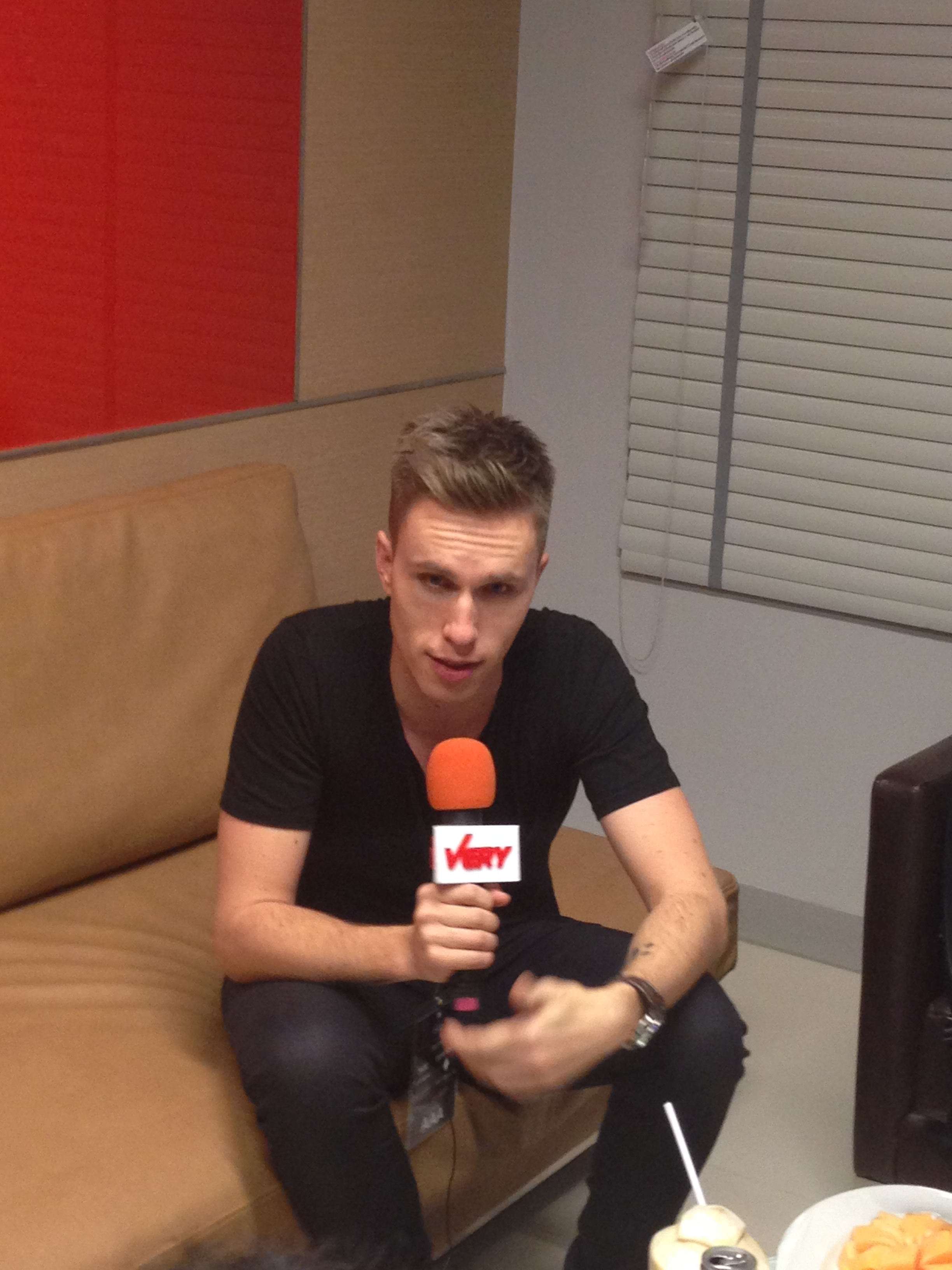

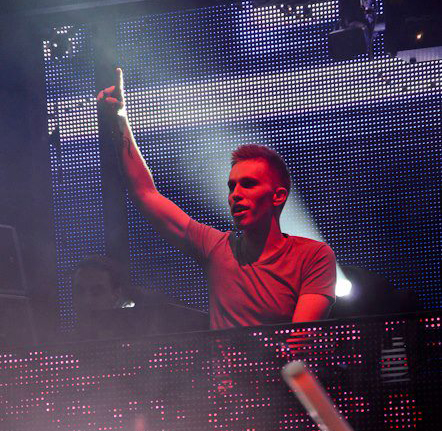
نيكي روميرو

نيك روتيفيل (بالهولندية: Nick Rotteveel) وهو معروف باسمه الفني نيكي روميرو (بالأحرف اللاتينية Nicky Romero) هو دي جي هولندي مولود في 6 يناير/كانزون الثاني 1989 في قرية أميرونغن في هولندا. وهو سابع أفضل دي جي في العالم بالنسبة لمجلة دي جاي ومن أشهر أغانيه أغنية Toulouse وأغنية I could be the one مع أفيتشي التي حصلت في عام 2021 علي الدرع المبيعات البلاتيني لتخطي حاجز مبيعاتها مليون نسخة.

## روابط خارجية
- نيكي روميرو على موقع IMDb (الإنجليزية)
- نيكي روميرو على موقع ميوزك برينز (الإنجليزية)
- نيكي روميرو على موقع ميوزك برينز (الإنجليزية)
- نيكي روميرو على موقع أول ميوزيك (الإنجليزية)
- نيكي روميرو على موقع ديسكوغز (الإنجليزية)
- نيكي روميرو على موقع ديسكوغز (الإنجليزية)
- نيكي روميرو على موقع قاعدة بيانات الفيلم (الإنجليزية)